# Mathías Choca
Mathías Choca, vollständiger Name Mathías Alberto Choca Usher, (* 20. Juli 1993 in Montevideo) ist ein uruguayischer Fußballspieler.

## Karriere
Mittelfeldakteur Choca steht mindestens seit der Saison 2013/14 im Kader der Rampla Juniors. Dort kam er in jener Spielzeit dreimal in der Segunda División zum Einsatz. Ein Tor erzielte er nicht. Sein Verein stieg am Saisonende in die Primera División auf. In der Saison 2014/15 wurde er fünfmal (kein Tor) in der höchsten uruguayischen Spielklasse eingesetzt. Nach dem Abstieg am Saisonende wurde er in der folgenden Zweitligaspielzeit 2015/16 viermal (kein Tor) in der Liga eingesetzt. Seine Mannschaft erreichte den sofortigen Wiederaufstieg.